# Повітряно-космічні сили Франції
Повітряно-космічні сили Франції (фр. Armée de l'air et de l'espace, дос. «Армія повітря та космосу») — повітряно-космічні сили Збройних сил Франції. Сформовані у 1909 році як Service Aéronautique (укр. «Аерокосмічний департамент») у складі Французької армії, вони стали самостійним видом збройних сил у 1934 році як Повітряні сили Франції. 10 вересня 2020 року вони отримали свою нинішню назву — Повітряно-космічні сили Франції, що відображає «еволюцію їхньої місії» в космічному просторі.
Кількість літаків, що перебувають на озброєнні Повітряно-космічних сил Франції, варіюється в залежності від джерела; Міністерство збройних сил наводило цифру 658 літаків у 2014 році. За даними 2018 року, ця цифра включає 210 бойових літаків: 115 Dassault Mirage 2000 і 95 Dassault Rafale. Станом на 2024 рік у Повітряно-космічних силах Франції налічується 40 200 штатних співробітників, а резервний елемент у 2024 році становив 5 000 осіб.
Начальник штабу Повітряно-космічних сил Франції (CEMAAE; фр. «Chef d'état-major de l'armée de l'air et de l'espace») безпосередньо підпорядковується Начальнику штабу Оборони (CEMA; фр. «Chef d'État-Major des Armées»), високопоставленому військовому офіцеру, який, у свою чергу, підпорядковується цивільному міністру збройних сил. 

## Історія
Створені в складі французької армії 1910 року під назвою Aéronautique Militaire. ПС Франції активно брали участь в Першій та Другій світових війнах. Після окупації країни Німеччиною 1940 року національні військово-повітряні сили розкололися на ПС Віші і ПС «Вільної Франції». У сучасному вигляді існують з 1943 року.
11 вересня 2020 року вони стали повітряно-космічними силами, завершивши процес, ініційований президентом Еммануелем Макроном у липні 2019 року, коли він оголосив про створення космічного командування.

## Техніка та озброєння
Інформація про кількість техніки наведена станом на 2024 рік згідно з Military Balance 2024 та World Air Forces 2025.
| Модель літака/Тип                   | Фото          | Країна походження | Призначення                                                                | Варіації                                                               | Кількість                            | Примітки | Роки служби                                                                 |
| Бойові літаки                       | Бойові літаки | Бойові літаки     | Бойові літаки                                                              | Бойові літаки                                                          | Бойові літаки                        | Бойові літаки | Бойові літаки                                                               |
| ----------------------------------- | ------------- | ----------------- | -------------------------------------------------------------------------- | ---------------------------------------------------------------------- | ------------------------------------ | --- | --------------------------------------------------------------------------- |
| Dassault Mirage 2000                |               | Франція           | винищувач-бомбардувальник багатоцільовий винищувач навчально-бойовий літак | Dassault Mirage 2000D Dassault Mirage 2000-5F Dassault Mirage 2000B-S5 | 61 (2000D) 26 (2000-5F) 6 (2000B-S5) | D Постачалися з 1993. МФІ. Поступово виводяться з експлуатації Франції та замінюються на нові винищувачі Dassault Rafale | Перший політ: 10 березня 1978 року Прийнятий на озброєння: 1984 року        |
| Dassault Rafale                     |               | Франція           | багатоцільовий винищувач навчальний винищувач                              | Dassault Rafale B Dassault Rafale С                                    | 98 (137 за даними MB 2024)           | Замовлено ще 42 Dassault Rafale від 12 січня 2024 року                                                                   | Перший політ: 4 липня 1986 року Прийнятий на озброєння: 18 травня 2001 року |
| Спеціальні літаки                   |               |                   |                                                                            |                                                                        |                                      | |                                                                             |
| Boeing E-3F                         |               | США               | Літак дального радіолокаційного стеження                                   |                                                                        | 4                                    | |                                                                             |
| Танкери                             |               |                   |                                                                            |                                                                        |                                      | |                                                                             |
| Airbus A330 MRTT                    |               | Франція           | багатоцільовий заправник                                                   |                                                                        | 12                                   | |                                                                             |
| Boeing КC-135FR                     |               | США               | літак паливозаправник                                                      |                                                                        | 2                                    | |                                                                             |
| Lockheed Martin KC-130J             |               | США               | літак паливозаправник                                                      |                                                                        | 2                                    | |                                                                             |
| Транспортні літаки                  |               |                   |                                                                            |                                                                        |                                      | |                                                                             |
| Airbus A400M                        |               | Європейський Союз | транспортний літак                                                         |                                                                        | 24                                   | Додатково замовлено ще 26 літаків                                                                                        |                                                                             |
| Airbus A310-300                     |               | Європейський Союз | транспортний літак                                                         |                                                                        | 3                                    | |                                                                             |
| Airbus A340                         |               | Європейський Союз | транспортний літак                                                         | Airbus A340-200 Airbus A340-300                                        | 1 1                                  | |                                                                             |
| Airbus ACJ                          |               | Франція           | транспортний літак                                                         |                                                                        | 2                                    | |                                                                             |
| CASA C-295                          |               | Іспанія           | транспортний літак                                                         | CASA CN-235 CASA CN-235M                                               | 8 11                                 | |                                                                             |
| Dassault Falcon 50                  |               | Франція           | адміністративний літак                                                     |                                                                        | 3                                    | |                                                                             |
| Dassault Falcon 900                 |               | Франція           | адміністративний літак                                                     |                                                                        | 2                                    | |                                                                             |
| De Havilland Canada DHC-6           |               | Канада            | транспортний літак                                                         |                                                                        | 5                                    | |                                                                             |
| Embraer EMB-121                     |               | Бразилія          | загального призначення                                                     |                                                                        | 35                                   | |                                                                             |
| Lockheed C-130 Hercules             |               | США/ Франція      | транспортний літак                                                         |                                                                        | 5 9                                  | |                                                                             |
| Socata TB30                         |               | Франція           | загального призначення                                                     |                                                                        | 90                                   | |                                                                             |
| Socata TBM 700                      |               | Франція           | загального призначення                                                     |                                                                        | 14                                   | |                                                                             |
| Transport Allianz C.160 Transall    |               | Франція Німеччина | транспортний літак                                                         | Transall C-160G Transall C-160R                                        | 2 65                                 | |                                                                             |
| Навчальні літаки                    |               |                   |                                                                            |                                                                        |                                      | |                                                                             |
| Dassault-Breguet/Dornier Alphajet E |               | Франція Німеччина | навчально-бойовий                                                          |                                                                        | 29                                   | |                                                                             |
| Embraer EMB-121                     |               | Бразилія          | навчально-тренувальний                                                     |                                                                        | 16                                   | |                                                                             |
| Grob G-120A                         |               | Німеччина         | навчально-тренувальний                                                     |                                                                        | 18                                   | |                                                                             |
| Pilatus PC-21                       |               | Швейцарія         | навчально-тренувальний                                                     |                                                                        | 26                                   | |                                                                             |
| Гелікоптери                         |               |                   |                                                                            |                                                                        |                                      | |                                                                             |
| Aerospatiale SA330                  |               | Франція           | транспортний вертоліт                                                      |                                                                        | 29                                   | |                                                                             |
| Aerospatiale AS 332 Super Puma      |               | Франція           | транспортний вертоліт                                                      | Eurocopter AS332C Eurocopter AS332L                                    | 3 5                                  | |                                                                             |
| Eurocopter AS532                    |               | Франція           | транспортний вертоліт                                                      |                                                                        | 2                                    | |                                                                             |
| Eurocopter AS555                    |               | Франція           | багатоцільовий вертоліт                                                    |                                                                        | 43                                   | |                                                                             |
| Eurocopter EC725                    |               | Європейський Союз | транспортний вертоліт                                                      |                                                                        | 6                                    | |                                                                             |

## Розпізнавальні знаки

Опізнавальні знаки військово-повітряних сил Франції

### Еволюція розпізнавальних знаків
| Розпізнавальний знак | Знак на фюзеляж | Знак на кіль | Порядок нанесення |
| -------------------- | --------------- | ------------ | ----------------- |
|                      |                 |              |                   |
|                      |                 | немає        |                   |

## Знаки відмінності

### Генерали та офіцери
| Категорії                | Генерали                  | Генерали                 | Генерали                     | Генерали                    | Старші офіцери | Старші офіцери     | Старші офіцери | Молодші офіцери | Молодші офіцери   | Молодші офіцери | Молодші офіцери    |
| ------------------------ | ------------------------- | ------------------------ | ---------------------------- | --------------------------- | -------------- | ------------------ | -------------- | --------------- | ----------------- | --------------- | ------------------ |
|                          |                           |                          |                              |                             |                |                    |                |                 |                   |                 |                    |
| Французьке звання        | Général d' armée aérienne | Général de corps a érien | Général de division aérienne | Général de brigade aérienne | Colonel        | Lieutenant-colonel | Commandant     | Capitaine       | Lieutenant        | Sous-lieutenant | Aspirant           |
| Українська відповідність | Генерал армії             | Генерал-полковник        | Генерал-лейтенант            | Генерал-майор               | Полковник      | Підполковник       | Майор          | Капітан         | Старший лейтенант | Лейтенант       | Молодший лейтенант |

### Сержанти та солдат
| категорії                | підофіцерів | Сержанти      | Сержанти | Сержанти     | Сержанти        | Солдати      | Солдати          | Солдати                     | Солдати                     |
| ------------------------ | ----------- | ------------- | -------- | ------------ | --------------- | ------------ | ---------------- | --------------------------- | --------------------------- |
|                          |             |               |          |              |                 |              |                  |                             |                             |
| Французьке звання        | Major       | Adjudant-chef | Adjudant | Sergent-chef | Sergent         | Caporal-chef | Caporal          | Aviateur de première classe | Aviateur de deuxième classe |
| Українська відповідність | Прапорщик   | Ні            | Ні       | Старшина     | Старший сержант | Сержант      | Молодший сержант | Старший солдат              | Солдат                      |